# Carlos Gomes Júnior
Carlos Domingos Gomes Júnior, de alcunha Cadogo,  (Bolama, 19 de dezembro de 1949) é um ex-primeiro-ministro da Guiné-Bissau. 
Foi primeiro-ministro a partir de 10 de Setembro de 2004 a 2 de Novembro de 2005, e foi novamente nomeado para o cargo em 2 de Janeiro de 2009 até 10 de Fevereiro de 2012. Foi substituído pela primeira-ministra interina Adiato Djaló Nandigna, devido à sua candidatura às eleições antecipadas para  a Presidência da Guiné-Bissau. Foi presidente do Partido Africano para a Independência da Guiné e Cabo Verde (PAIGC) de 2002 a 2014.

## Biografia
Carlos nasceu na cidade de Bolama a 19 de Dezembro de 1949, filho de Carlos Domingos Gomes "Cadogo Pai", conhecido comerciante guineense, e de Maria Augusta Ramalho. Fez os estudos em Bissau, Lisboa e Canadá, com foco na actividade comercial, estando depois à frente de vários projectos em sectores como o petróleo, a banca, o comércio de alimentos e os seguros. Pouco antes de 2009, Carlos Gomes Júnior era o accionista maioritário guineense no Banco da Africa Ocidental, posteriormente detido em grande parte pela empresa Geocapital, de Stanley Ho.
Esteve também à frente de vários projectos de índole social, presidindo ao Rotary Club de Bissau durante largos anos, assim como à União Desportiva Internacional de Bissau.
No início dos anos 1990 Carlos Gomes Júnior fez as suas primeiras aparições públicas na política guineense ao lado do Partido Africano da Independência da Guiné e Cabo Verde (PAIGC), por intermédio do Presidente Nino Vieira, de quem foi delfim até se incompatibilizar com ele durante a guerra civil de 1998/99 que culminaria com a deposição de Nino Vieira por uma Junta Militar, com a qual Carlos Gomes se solidarizou.
Com Nino Vieira no exílio em Portugal, Carlos Gomes passou a liderar uma das facções do PAIGC, presidindo o partido entre 2002 e 2014.